# 2021年拉哥斯大樓倒塌
2021年11月1日，奈及利亞拉哥斯伊科伊島一座大樓倒塌，造成至少22人死亡。 目前拉哥斯州政府正在進行調查及搜救。

## 背景
2019年12月，一家開發公司Fourscore Homes被委託在伊科伊建造3棟高樓，稱為 360 Degrees Towers。負責人為Femi Osibona (又稱 Olufemi Adegoke Osibona) 
政府發了15層樓的建照，但是建造中的高樓有21層樓，多了6層的違建。

## 倒塌
2021年11月1日下午2:45分左右，三座之中的一座大樓倒塌，造成了至少22人死亡。
當時Osibona在建築內，據報導失蹤。

## 救援
拉各斯州國家緊急事務管理局 (NEMA)和其他救援人員正在進行搜救行動。根據NEMA的說法，軍方已經介入。
至11月2日為止，已經有9人獲救，但後續並未發現生還者。

## 後續
拉哥斯州建築管理局宣布該建築的所有者已經被逮捕，並將被起訴。
政府已經暫停了總工程師的職務，並正在進行調查。

## 類似事件
- 1986年新加坡新世界酒店倒塌事故
- 1993年马来西亚淡江高峰塔倒塌事件
- 1995年南韓首爾三豐百貨倒塌事故
- 2013年孟加拉國薩瓦區大樓倒塌事故
- 2020年泉州欣佳酒店倒塌事故
- 2020年襄汾坍塌事故
- 2021年南韓光州拆遷樓倒塌事故
- 2021年蘇州四季開源酒店倒塌事件
- 2021年美國佛羅里達公寓大樓倒塌事故

## 外部連結
Fourscore Homes的臉書